# Municipio de Orange (condado de Clark)
El municipio de Orange (en inglés: Orange Township) es un municipio ubicado en el condado de Clark en el estado estadounidense de Illinois. En el año 2010 tenía una población de 230 habitantes y una densidad poblacional de 2,39 personas por km².

## Geografía
El municipio de Orange se encuentra ubicado en las coordenadas 39°13′42″N 87°49′54″O / 39.22833, -87.83167. Según la Oficina del Censo de los Estados Unidos, el municipio tiene una superficie total de 96.15 km², de la cual 96,15 km² corresponden a tierra firme y (0,01 %) 0,01 km² es agua.

## Demografía
Según el censo de 2010, había 230 personas residiendo en el municipio de Orange. La densidad de población era de 2,39 hab./km². De los 230 habitantes, el municipio de Orange estaba compuesto por el 98,26 % blancos, el 0,43 % eran amerindios, el 0,43 % eran asiáticos y el 0,87 % eran de una mezcla de razas. Del total de la población el 0 % eran hispanos o latinos de cualquier raza.